# Абакаров, Ислам Ренатович
Ислам Ренатович Абакаров (15 февраля 2007, Эндирей, Хасавюртовский район, Дагестан, Россия) — российский тяжелоатлет, призёр Кубка и чемпионата России, мастер спорта России.

## Биография
Уроженец села Эндирей Хасавюртовского района, занимается в местной ДЮСШ под руководством Мансура Эльмурзаева. В середине января 2022 года в Махачкале, на стадионе имени Елены Исинбаевой, выиграл первенство Дагестана среди юношей до 15 лет. В середине января 2023 года Ислам Абакаров был вызван в расположение юношеской сборной России на учебно-тренировочный сбор, который прошёл в подмосковном Чехове. В конце марта 2022 года в Бабаюрте первенство Дагестана среди юношей 2005-2007 годов рождения. В середине марта 2023 года в Бабаюрте выиграл чемпионат Дагестана. В середине февраля 2023 года стал в городе Выборге Ленинградской области победителем первенства России. В начале апреля 2023 года Ислам Абакаров был вызван в расположение юношеской сборной России на учебно-тренировочный сбор, который прошёл в подмосковном Чехове. В конце июля 2023 года он участвовал на Первенстве России среди юниоров до 23 лет, которое прошло в Саранске. В конце августа 2023 года в Грозном выиграл серебряную медаль на Всероссийском турнире памяти Ахмата Кадырова. В середине ноября 2023 года в Майкопе стал серебряным призёром первенства России среди юниоров 15-18 лет. В конце января 2024 года в Туле принимал участие на Кубке России. В середине марта 2024 года в Оренбурге выиграл Первенство России среди юношей в возрасте 13-17 лет, показав результат в сумме – 180 кг. В рывке – 85 кг, и это новый рекорд России, а в толчке – 95 кг. В июле 2024 года в составе юношеской сборной России принимал участие на учебно-тренировочных сборах в Кисловодске. В конце августа 2024 года в Краснодарском крае выиграл на Спартакиаде учащихся России. В начале октября 2024 года в Краснодарском крае Абакаров стал победителем Первенства России среди юниоров. 4 февраля 2025 года в городе Верхняя Пышма Свердловской области стал обладателем серебряной медали Кубка России. 7 марта 2025 года ему было присвоено звание мастер спорта России. В середине июня 2025 года в Южно-Сахалинске он выиграл первенство России по тяжёлой атлетике среди юниоров и юниорок 15-23 лет. В начале августа 2025 года стало известно, что Абакаров выступит на чемпионате России в Санкт-Петербурге. 10 августа 2025 года на своём дебютном чемпионате страны в весовой категории до 55 кг, по сумме двоеборья занял третье место, Абакаров показал в итоговом результате 224 кг. В рывке (99 кг) Ислам положил в актив серебряную награду, в толчке – «бронзу» (125 кг).

## Основные результаты
| Год  | Соревнования     | Место проведения | Весовая категория | Рывок, кг | Толчок, кг | Сумма, кг | Место |
| ---- | ---------------- | ---------------- | ----------------- | --------- | ---------- | --------- | ----- |
| 2025 | Чемпионат России | Санкт-Петербург  | до 55 кг          | 99        | 125        | 224       | 3     |

## Спортивные результаты
- Кубок России по тяжёлой атлетике 2025 — ;
- Чемпионат России по тяжёлой атлетике 2025 — ;